# TIME TRAVELER
『Time Traveler』（タイム トラベラー）は、水谷豊2作目のセルフカバーアルバム。2009年6月17日にavex ioから発売。

## 解説
キャッチコピーは『2009年の水谷豊は、"ゴージャス"から一転、"パワフル"な水谷豊へ!』。
昨年発売『TIME CAPSULE』に続き、2作目のセルフカバーアルバム。前作が過去シングル・ヒット曲を中心に選曲したのに対し本作はオリジナル・アルバムの楽曲から選曲したセルフカバー盤となっている。
先行シングル「大丈夫だよ/シルエット」2曲収録。

## パッケージ仕様
DVD付初回限定盤、通常盤2形態で発売。初回限定盤DVDには「大丈夫だよ」「シルエット」2曲のミュージック・ビデオと映像特典として水谷がフォーライフ・レコード所属時に作詞を多く手掛けた松本隆との対談が収録された。

## 収録曲
| #         | タイトル                   | 作詞                         | 作曲                                   | 編曲      | 時間  |
| --------- | -------------------------- | ---------------------------- | -------------------------------------- | --------- | ----- |
| 1.        | 「ばいばい らぶ・そんぐ」  | 恩田久義                     | 織田哲郎                               | 佐藤準    | 5:38  |
| 2.        | 「あす陽炎」               | 阿木燿子                     | 伊勢正三                               | 石川鷹彦  | 3:13  |
| 3.        | 「さすらい人のバラード」   | 松本隆                       | 筒美京平                               | 佐藤準    | 4:51  |
| 4.        | 「大丈夫だよ」             | 松尾潔                       | 佐藤準                                 | 佐藤準    | 5:10  |
| 5.        | 「鍵はかけない」           | 松本隆                       | 井上陽水                               | 石川鷹彦  | 4:00  |
| 6.        | 「インターチェンジ」       | 谷村新司                     | 谷村新司                               | 石川鷹彦  | 4:09  |
| 7.        | 「シルエット」             | 水谷豊                       | 水谷豊                                 | 佐藤準    | 4:57  |
| 8.        | 「はあとふる」             | 松本隆                       | 平尾昌晃                               | 佐藤準    | 4:03  |
| 9.        | 「MY WAY」                 | ポール・アンカ、ジル・ティボ | クロード・フランソワ、ジャック・ルボー | 佐藤準    | 4:41  |
| 10.       | 「あなたに捧げるララバイ」 | 阿木燿子                     | 宇崎竜童                               | 佐藤準    | 5:25  |
| 11.       | 「WAY」                    | 水谷晴夫                     | 水谷晴夫                               | 佐藤準    | 4:19  |
| 合計時間: | 合計時間:                  | 合計時間:                    | 合計時間:                              | 合計時間: | 50:26 |

Disc.1:CD
1. ばいばい らぶ・そんぐ
アルバム「LUCKY」に収録
2. あす陽炎
シングル（アルバム「WAY」にも収録）
3. さすらい人のバラード
アルバム「普通のラブ・ソング」に収録
4. 大丈夫だよ
最新シングル
5. 鍵はかけない
アルバム「Indigo Blue」に収録
6. インターチェンジ
アルバム「水谷豊」に収録
7. シルエット
最新シングル
8. はあとふる
シングル（「熱中時代 サウンドトラックⅡ」にも収録）
9. MY WAY
フランク・シナトラの曲をカバー
10. あなたに捧げるララバイ
アルバム「青春番外地」に収録
11. WAY
アルバム「WAY」に収録

Disc.2:DVD
1. 「大丈夫だよ」ビデオクリップ
2. 「シルエット」ビデオクリップ
3. 水谷豊×松本隆 スペシャル対談
4. レコーディング、撮影などの貴重なオフショット